# Bolgatanga
Bolgatanga è una città del Ghana capoluogo della Regione Orientale Superiore e dell'omonimo distretto.( capoluogo dell'Upper East).
La città, colloquialmente chiamata Bolga, sorge nella valle del Volta Rosso.
Essa si trova a pochi chilometri dal fiume Nakambe, che nasce nel Burkina Faso, paese col quale confina la sua regione. Si trova in una zona pianeggiante, a poca distanza dalle basse colline occidentali. Le precipitazioni sono ardue, con tra 1000 e 1500 mm di pioggia l'anno, soprattutto in estate. 
La città vive principalmente di agricoltura di sussistenza, anche se non mancano piccole imprese e l'agricoltura intensiva. La città è meta di diverse migrazioni dai luoghi rurali della regione (essendo comunque il capoluogo della regione).